# Cercopimorpha pectinata
Cercopimorpha pectinata är en fjärilsart som beskrevs av Walker 1854. Cercopimorpha pectinata ingår i släktet Cercopimorpha och familjen björnspinnare. Inga underarter finns listade i Catalogue of Life.